# Stephen Simon
Stephen Anthony Simon (* 5. Mai 1937 in New York City; † 20. Januar 2013 ebenda) war ein US-amerikanischer Dirigent, Musikproduzent und Gründer mehrerer Musikensembles in Washington und New York.

## Leben
Simon studierte am Oberlin College, Ohio und der Yale University in New Haven. Danach war er von 1970 bis 1974 Direktor der Handel Society of New York. In dieser Eigenschaft führte er mehrere Werke von Georg Friedrich Händel erstmals in New York auf. Zur gleichen Zeit war er Dirigent des Handel Festival Orchestra of New York der Carnegie Hall in New York City.
Von 1976 an war er über 25 Jahre lang Leiter der Washington Chamber Symphony, dem ehemaligen Kammerorchester am „Kennedy Center for the Performing Arts in Washington, DC“.
Als wichtigstes Anliegen in seiner künstlerischen Laufbahn sah er, Kinder an die Klassische Musik heranzuführen und zu begeistern. So organisierte er die Konzertreihe Stories in Music für Kinder und Jugendliche, in der mit viel Heiterkeit und Spaß bei jedem Konzert ein bestimmter Komponist oder ein Instrument im Detail vorgestellt wurde. Wegen seiner aufschlussreichen Erklärungen innerhalb dieser Konzerte über die „magischen“ Effekte der Musik und Instrumente wurde Stephen Simon von seinem jungen Publikum auch Magic Maestro genannt. Unter diesem Namen baute er später einen Musik-Verlag auf, der zahlreiche CDs mit klassischer Musik für Kinder produzierte, die in Zusammenarbeit mit dem London Philharmonic Orchestra entstanden.
Im Jahr 2004 gründete er das Kammerorchester Simon Sinfonietta, das regelmäßig Benefiz-Konzerte in der Falmouth Academy in Falmouth/Massachusetts veranstaltete. Im Jahr 2010 folgte mit dem L’Orchestre des Portes Rouges ein weiteres Ensemble, mit dem er Benefiz-Konzerte in New York City aufführte. Darüber hinaus war er Leiter des jährlich stattfindenden Festivals Summer of Music on the Hudson im Lyndhurst-Anwesen in Tarrytown (New York).
Konzertreisen führten ihn mehrfach nach Europa, in Deutschland dirigierte er im Juni 1990 das Oratorium Messiah bei den 39. Händel-Festspielen in Halle (Saale), der Geburtsstadt Georg Friedrich Händels.
Simon fühlte sich während seiner gesamten künstlerischen Laufbahn der Pflege der Musik klassischer Meister verpflichtet und wurde ein anerkannter Experte für Produktionen und Aufführungen von Werken Georg Friedrich Händels. Für seine Aufnahme des Händel-Oratoriums Solomon mit dem Orchester der Volksoper Wien erhielt er 1971 eine Grammy-Nominierung. Mit der britisch-ungarischen Pianistin Lili Kraus und dem Wiener Festival-Orchester nahm er 1965/66 sämtliche Klavierkonzerte von Wolfgang Amadeus Mozart auf.
Simon war in zweiter Ehe mit Bonnie Ward Simon verheiratet, mit der er zwei Söhne, Basil und Sebastian hat. Aus einer früheren Beziehung sind vier weitere Kinder hervorgegangen. Er starb am 20. Januar 2013 in Manhattan im Alter von 75 Jahren.